# Test funcional
El test funcional serveix, des d'un punt de vista teòric, per avaluar un producte en un punt determinat de la seva fabricació. Ja pot ser per avaluar-lo abans de treure-ho al mercat, per una possible opció de compra, o simplement com a mostra d'un prototipus. La seva finalitat sempre serà mostrar l'estat actual del producte. Depèn d'aquest estat (i del resultat de la prova) es definiran nous paràmetres o estratègies, o s'eliminaran unes altres per a la bona finalització d'aquest producte.
També permet a les empreses, que fan ús intensiu de les tecnologies de la informació, determinar si han adquirit el programari desitjat o si és oportú acceptar la versió del producte alliberat pel seu proveïdor. En cas que aquests tests funcionals no arribin a bon port, es demanaran els paràmetres nous o els originals en el cas que no s'hagués complert les especificacions originals. Per altra banda, si el test funcional surt bé, es prendran les decisions que calguin per aprofitar les bondats del producte acabat.
Aquesta anàlisi es fa en comú acord amb el client, que identifica la llista prioritzada de funcionalitats a provar, considerant la seva complexitat i criticitat. Un cop definit l'abast de les proves, es planifica i defineix l'estratègia a seguir.
Es proposa una estratègia basada en l'anàlisi de riscos del producte, definint clarament el context i els objectius.

## Prova del sistema
Les proves del sistema es realitzen a tot el sistema en el context d'una especificació funcional Requisit (s) (FRS) i / o una especificació dels requisits del sistema (SRS). Les proves del sistema són una fase de proves de recerca, on el focus és identificar possibles errors, fallades d'implementació, qualitat, o usabilitat i tenir gairebé una fita destructiva (actitud requerida) i en les proves no només el disseny, sinó també el comportament, i fins i tot provar que les expectatives del client. També es pretén posar a prova fins més enllà dels límits definits en el programari / maquinari d'especificació de requisits (s) per comprovar el seu comportament.

## Tipus de proves per a incloure en les proves del sistema
- Interfície gràfica d'usuari de prova
- Proves d'usabilitat
- Proves de rendiment
- Proves de compatibilitat
- Gestió d'errors prova
- Proves de càrrega
- Proves de volum
- Prova d'esforç
- Test de seguretat
- Proves de capacitat
- Proves de validesa
- Proves de fum
- Proves de cerca
- Proves ad hoc
- Proves de regressió
- Fiabilitat de les proves
- Instal·lació de proves
- Manteniment de proves
- Recuperació de les proves i la prova de commutació per error.
- Accessibilitat de les proves, incloent el compliment de: 
  - Llei sobre Nord-americans amb Discapacitats de 1990
  - Esmena la Secció 508 de l'Acta de Rehabilitació de 1973
  - Iniciativa d'Accessibilitat Web del World Wide Web Consortium